# Карпов Сергій Іванович
Сергій Іванович Карпов (рос. Сергей Иванович Карпов; 11 березня 1984, м. Москва, СРСР) — російський хокеїст, захисник. Виступає за «Рубін» (Тюмень) у Вищій хокейній лізі. Кандидат у майстри спорту.
Вихованець хокейної школи «Динамо» (Москва). Виступав за «Титан» (Клин), «Салават Юлаєв» (Уфа), «Торос» (Нефтекамськ).
У складі молодіжної збірної Росії учасник чемпіонату світу 2004.
Досягнення
- Чемпіон ВХЛ (2012).